# Oxymycterus

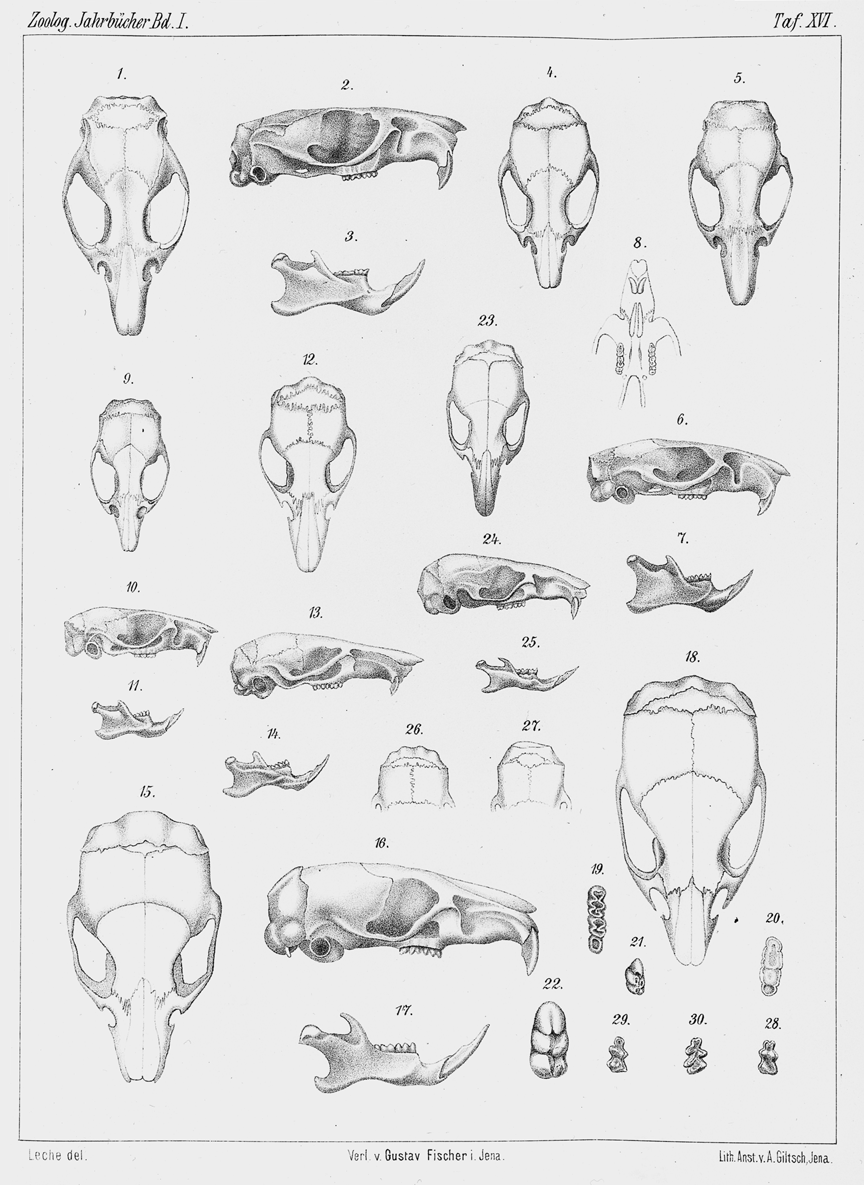
Oxymycterus.

Oxymycterus es un género de mamíferos roedores de la familia Cricetidae, conocidos vulgarmente como ratones hocicudos. Son  endémicos en Sudamérica.
Los antiguos géneros Thaptomys, Deltamys, Chalcomys, Hypsimys y Microxus se consideran hoy incluidos en Oxymycterus.
Este género ha recibido bastante publicidad porque se lo ha considerado responsable de las muertes de ganado atribuidas al chupacabras. Según el SENASA (Servicio Nacional de Sanidad y Calidad Agroalimentaria) los diferentes ataques producidos en La Pampa, Santa Fe, Buenos Aires, Córdoba, y otras provincias del país son atribuidos al hocicudo argentino o al hocicudo rojizo (O. akodontius y O. rutus, respectivamente).

## Especies
Oxymycterus akodontius - Hocicudo argentino
Oxymycterus amazonicus - Hocicudo amazónico
Oxymycterus angularis - Hocicudo angular
Oxymycterus caparaoe - Hocicudo caparao
Oxymycterus delator - Hocicudo espía
Oxymycterus hiska - Hocicudo menor
Oxymycterus hispidus - Hocicudo híspido
Oxymycterus hucucha - Hocicudo quichua
Oxymycterus inca - Hocicudo inca
Oxymycterus josei - Hocicudo de José
Oxymycterus nasutus - Hocicudo narigón
Oxymycterus paramensis - Hocicudo del páramo
Oxymycterus roberti - Hocicudo de Robert
Oxymycterus rufus - Hocicudo rojizo
Oxymycterus wayku - Colicorto tucumano